# Wa (Gana)
Wa é uma cidade e capital da região Alto Ocidental do Gana. Possui uma população de 141.813 habitantes.